# Dos cervezas
Dos cervezas (Spaans voor Twee biertjes) is een schlager van Vlaams acteur en presentator Tom Waes. Hij is vooral bekend van het programma Tragger Hippy en van zijn rol in Het Geslacht De Pauw. Het lied Dos Cervezas werd geïntroduceerd tijdens zijn eigen programma Tomtesterom, uitgezonden door de Vlaamse zender Eén en de Nederlandse omroep AVRO.
In dit programma probeerde hij telkens een bepaalde opdracht te vervullen aan de hand van een boekje. Deze schlager is het gevolg van de opdracht: Hoe word je schlagerzanger?

## Het lied
Het lied draait om een man (Tom Waes) die op vakantie in Spanje zijn droomvrouw tegenkomt. Na ettelijke biertjes ontdekt hij dat zijn nieuwe geliefde, Conchita genaamd, de trotse eigenares is van een snor. Vervolgens zoekt hij opnieuw zijn toevlucht in het bier.

## Het succes
Bij het brede publiek in Vlaanderen werd het lied onmiddellijk een succes: bijna alle Vlaamse radiostations zonden het meerdere malen per dag uit en het nummer werd al getipt als de zomerhit van 2010. Op woensdag 26 mei 2010 kwam zijn schlagerhit "Dos cervezas" binnen in De Afrekening van Studio Brussel op plaats 20. Hiermee was hij de sterkste stijger. Dit mede dankzij de Facebookpagina "Stem Tom Waes - Dos Cervezas in de Afrekening ! (StuBru)". Op zaterdag 29 mei 2010 bereikte het nummer officieel de eerste plaats in de Ultratop 50 van Vlaanderen. Rond dezelfde tijd bereikte de single de gouden status; Waes kreeg de plaat 31 mei uitgereikt. Op zaterdag 7 augustus 2010 werd zijn single verkozen tot Radio 2 Zomerhit van 2010.

## Negatieve respons
Een aantal Vlaamse zangers was niet zo tevreden met de manier waarop dit nummer een grote hit werd. Volgens hen wordt het Vlaamse Lied (en vooral de schlagers) bewust naar de achtergrond verdrukt. Bijna geen enkele Vlaamse televisie- of radio-omroep schenkt aandacht aan dit genre van muziek. Populaire programma's zoals Tien om te zien werden afgevoerd en ook in diverse tv-shows komt de Vlaamse zanger nog weinig aan bod. Nu werd er belastinggeld gebruikt om Dos Cervezas te promoten in een 50 minuten durend avondprogramma in primetime dat nog eens wordt gezongen door een Bekende Vlaming die geen zangervaring heeft. Zowel de inhoud van het lied als de videoclip zijn volgens een aantal van hen enkel bedoeld om de spot te drijven met de schlagerzanger.
Ook kwam Dos Cervezas ter sprake in het Vlaams parlement. Volgens hen heeft de VRT belastinggeld gebruikt om kunstmatig een hype te creëren rond Dos Cervezas. Er zou op de televisiestations en radio-omroepen van de VRT opmerkelijk veel gepraat worden over het lied en het zou, in vergelijking met andere muzieknummers, bewust enorm veel gedraaid zijn. Daarnaast maakt diezelfde VRT geen of weinig budget vrij om de echte schlagerzanger te laten optreden. Ten slotte moet de echte schlagerzanger zijn promotie, compositie en dergelijke uit privébudgetten halen, terwijl Dos Cervezas werd gemaakt met publiek belastinggeld.

### Hitnotering
| "Dos Cervesas" in de Vlaamse Ultratop 50 - binnen: 22-05-2010 | "Dos Cervesas" in de Vlaamse Ultratop 50 - binnen: 22-05-2010 | "Dos Cervesas" in de Vlaamse Ultratop 50 - binnen: 22-05-2010 | "Dos Cervesas" in de Vlaamse Ultratop 50 - binnen: 22-05-2010 | "Dos Cervesas" in de Vlaamse Ultratop 50 - binnen: 22-05-2010 | "Dos Cervesas" in de Vlaamse Ultratop 50 - binnen: 22-05-2010 | "Dos Cervesas" in de Vlaamse Ultratop 50 - binnen: 22-05-2010 | "Dos Cervesas" in de Vlaamse Ultratop 50 - binnen: 22-05-2010 | "Dos Cervesas" in de Vlaamse Ultratop 50 - binnen: 22-05-2010 | "Dos Cervesas" in de Vlaamse Ultratop 50 - binnen: 22-05-2010 | "Dos Cervesas" in de Vlaamse Ultratop 50 - binnen: 22-05-2010 | "Dos Cervesas" in de Vlaamse Ultratop 50 - binnen: 22-05-2010 | "Dos Cervesas" in de Vlaamse Ultratop 50 - binnen: 22-05-2010 | "Dos Cervesas" in de Vlaamse Ultratop 50 - binnen: 22-05-2010 | "Dos Cervesas" in de Vlaamse Ultratop 50 - binnen: 22-05-2010 | "Dos Cervesas" in de Vlaamse Ultratop 50 - binnen: 22-05-2010 | "Dos Cervesas" in de Vlaamse Ultratop 50 - binnen: 22-05-2010 | "Dos Cervesas" in de Vlaamse Ultratop 50 - binnen: 22-05-2010 | "Dos Cervesas" in de Vlaamse Ultratop 50 - binnen: 22-05-2010 | "Dos Cervesas" in de Vlaamse Ultratop 50 - binnen: 22-05-2010 | "Dos Cervesas" in de Vlaamse Ultratop 50 - binnen: 22-05-2010 |
| Week                                                          | 1                                                             | 2                                                             | 3                                                             | 4                                                             | 5                                                             | 6                                                             | 7                                                             | 8                                                             | 9                                                             | 10                                                            | 11                                                            | 12                                                            | 13                                                            | 14                                                            | 15                                                            | 16                                                            | 17                                                            | 18                                                            | 19                                                            |                                                               |
| ------------------------------------------------------------- | ------------------------------------------------------------- | ------------------------------------------------------------- | ------------------------------------------------------------- | ------------------------------------------------------------- | ------------------------------------------------------------- | ------------------------------------------------------------- | ------------------------------------------------------------- | ------------------------------------------------------------- | ------------------------------------------------------------- | ------------------------------------------------------------- | ------------------------------------------------------------- | ------------------------------------------------------------- | ------------------------------------------------------------- | ------------------------------------------------------------- | ------------------------------------------------------------- | ------------------------------------------------------------- | ------------------------------------------------------------- | ------------------------------------------------------------- | ------------------------------------------------------------- | ------------------------------------------------------------- |
| Nummer                                                        | 9                                                             | 1                                                             | 2                                                             | 3                                                             | 3                                                             | 3                                                             | 5                                                             | 5                                                             | 8                                                             | 10                                                            | 10                                                            | 12                                                            | 16                                                            | 13                                                            | 20                                                            | 22                                                            | 34                                                            | 44                                                            | 49                                                            | uit                                                           |